# Sfânta Meletina
Sfânta Melissa, numită și Sfânta Meletina, (n. 28 februarie 126, Brescia – d. 16 septembrie 157, Marcianopolis) a fost fecioară și martiră în tradițiile creștine din secolul al II-lea, venerată ca sfântă.
Conform legendei, a fost o misionară din peninsula italiană și a trăit în Marcianopolis cu misiunea de a evangheliza alte popoare. În același timp, Tracia, regiunea în care se afla orașul, era controlată de guvernatorul Antioh. A fost martirizată de acesta în timpul persecuției împăratului Antoninus Pius.
Sărbătoarea ei liturgică este celebrată pe 16 septembrie de Biserica Catolică și de Biserica Ortodoxă a Greciei.